# 路易二世 (意大利)
小路易二世（法语：Louis II，825年11月1日 – 875年8月12日），加洛林王朝成員，於844年成为意大利国王，与父亲洛泰尔一世共治至855年，同年成为神圣罗马皇帝，此后他单独统治意大利王国直到去世。路易二世最通常的头衔是“奥古斯都皇帝”（拉丁文：imperator augustus），但871年征服巴里后，他开始使用“罗马人的皇帝”（拉丁文：imperator Romanorum）的名号，这使得他与拜占庭帝国的关系变得紧张。他在西法兰克被称作“意大利皇帝”（拉丁文：imperator Italiae）而在拜占庭被称作“法兰克国王”（拉丁文：Basileus Phrangias）。编年史作者贝加莫的安德烈亚斯称“他去世后，意大利遭受了巨大的苦难”。

## 早年生活
路易二世於825年出生，他是洛泰尔一世和图尔的埃芒加德的长子、虔誠者路易的長孫、查理曼的曾孫。对路易二世的早年生活知之甚少，在他祖父虔诚者路易的宫廷中长大，并可能得到了祖父的宠爱，所以虔誠者路易於839年将当时年僅14歲的路易二世封為意大利國王，並將他在意大利的住所讓给路易二世居住。
虔誠者路易於翌年840年逝世，長子洛泰爾一世即位，宣稱自己是王國的最高統治者，同時支持侄子丕平二世（丕平一世的兒子）繼承阿基坦王國。洛泰爾一世的弟弟日耳曼人路易和同父異母弟弟禿頭查理結成聯盟反對洛泰爾一世，展開內戰。最終在841年的丰特努瓦战役中擊敗洛泰爾一世。842年，洛泰爾一世求和，次年三方簽訂該《凡爾登條約》，將王國一分为三，洛泰爾一世仍然統治中法蘭克王國。844年6月15日，教宗色尔爵二世将洛泰爾一世及路易二世加冕為意大利共治皇帝，尤如此前教皇加冕洛泰尔一世的情況一樣，这种将长子任命为共治皇帝的传统由查理曼与虔誠者路易形成并延续下来。

## 共治时期
850年，教皇良四世在羅馬加冕路易二世為神聖羅馬皇帝。851年，路易二世迎娶恩格尔伯加（Engelberga），並於意大利成立獨立的政府来进行統治。同年，路易二世向意大利南部進軍，迫使貝內文托公爵拉德尔希斯一世與萨莱诺親王西康努夫兩名敵對的貴族与其达成和平。他的調解將贝内文托公国分裂，並把首都貝內文托给予拉德萊希斯一世，亦把萨莱诺當作獨立的公國給西康波爾統治。 拉德萊希斯一世在得到安撫後，再不需要他的撒拉森僱傭兵，所以高興地背叛他們，將他們送給了国王路易二世。路易二世打倒了他们并将其屠殺。此后他撤销了一些對教皇良四世的指控，並在帕維亞舉行了一場帝國議會。他於853年12月確認將叛變的攝政萨莱诺的彼得（Peter of Salerno）封為萨莱诺親王，以此取代了他三年前安置在此的王族。855年9月，父親洛泰爾一世逝世，他成為意大利王国唯一的国王。

## 独立统治时期
洛泰爾一世的中法兰克王國以《普吕姆条约》被分為三份。路易二世只分得意大利的部份，二弟洛泰爾二世分得北方的洛泰尔王國，而幼弟普羅旺斯的查理分得普羅旺斯。
路易二世對分割不滿，他於857年聯合叔父日耳曼人路易攻打他的弟弟洛泰爾二世與及另一位叔父禿頭查理。但在858年路易二世扶植的教皇尼各老一世當選後，他卻將外交政策轉變，不仅與洛泰爾二世修好，並為了換取侏羅山以南的土地而幫助洛泰爾二世與妻子特伯加（Teutberga）離婚。
863年，幼弟普羅旺斯的查理逝世，路易二世接收了他的领土普羅旺斯。864年路易二世與教皇尼各老一世因為洛泰爾二世的離婚而发生衝突，此前因宣布這項婚姻無效而被尼各老一世免職的大主教，现在获得了路易二世的支持，並於864年2月進軍羅馬，然而其後他因為發燒而只好與教皇和解並離開羅馬。

### 征战巴里酋長國

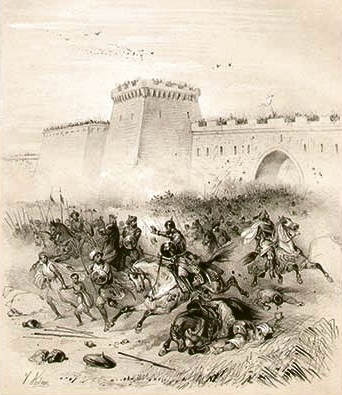
公元871年路易二世对巴里的征战

路易二世在意大利努力地恢復當地秩序，并在斯對抗令意大利動蕩的親王和蹂躪意大利南部的撒拉遜人取得相當大的成功。866年，在發出请求协助打擊撒拉遜人的呼籲後，他成功击退了這些入侵者，但是由於缺乏艦隊，他無法取得進一步的成功。所以在869年路易二世與拜占庭皇帝巴西爾一世聯盟，巴西爾一世派遣一支擁有139艘戰艦的龐大艦隊協助攻陷巴里酋長國的首都巴里，巴里酋長國於871年殞滅。
在與巴里酋長國戰爭期間，路易二世的弟弟洛泰爾二世於869年逝世，由于此时路易二世在意大利南部被包围，他未能阻止兩位叔父日耳曼人路易和禿頭查理二人將洛泰爾二世的洛泰尔王國瓜分。由于巴西爾一世嫉妒路易二世在巴里取得勝利，为了回应他的侮辱，路易二世嘗試證明他有權取得“羅馬人民國王”的稱號，路易二世和巴西爾一世之間的聯盟最終瓦解。

### 贝内文托
當路易二世於871年8月撤回到貝內文托，準備進一步進軍意大利南部時，他被背叛他的貝內文托親王阿德奇斯（Adelchis，拉德萊希斯一世之子）突然襲擊、搶劫並將他監禁。此事被一首当时的短诗“路易国王被囚禁之诗”（拉丁文：Rythmus de captivitate Ludovici imperatoris）所描绘。新一批的撒拉遜人登陸迫使阿德奇斯於一個月後釋放他，路易二世被迫發誓不會對這一次叛變進行報復，也不會帶領軍隊進軍貝內文托。路易二世被釋放回到羅馬后，他被从誓言中解脱出来，並於872年5月18日被教宗哈德良二世第二次加冕為皇帝。

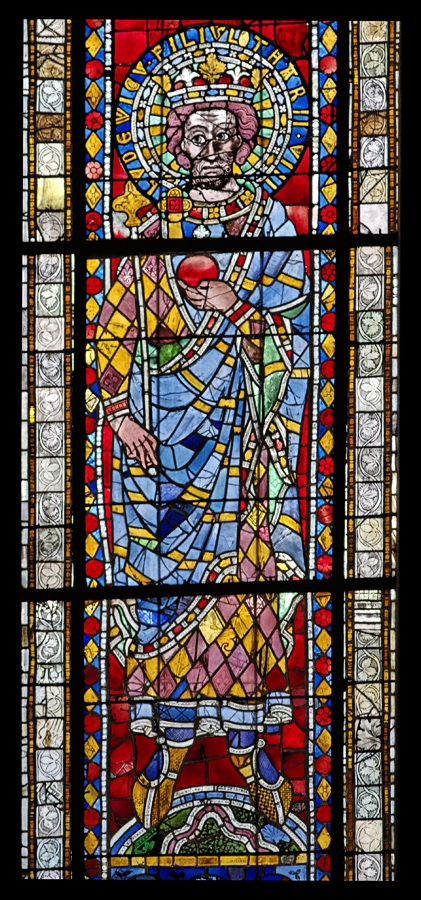
13世纪彩色玻璃上的路易二世，位于斯特拉斯堡主教座堂

此后路易二世在對撒拉遜人贏得了進一步成功，將他們從卡普阿逐出，但是皇帝試圖懲罰阿德奇斯的企图並不是很成功。875年8月12日，當路易二世返回意大利北部時，他在蓋迪附近去世（現在的布雷西亞省）。临终前他任命他的堂弟巴伐利亚的卡洛曼（日耳曼人路易的長子）成为他在意大利的繼任者。路易二世被埋葬在米蘭的聖盎博羅削聖殿。